# Рогульник
Рогу́льник, или Фофан, или Водяно́й орех, или Водяной каштан, или Чёртов орех (лат. Trāpa) — род водных цветковых растений монотипного подсемейства Trapoideae семейства Дербенниковые (Lythraceae). Ранее этот род выделялся в самостоятельное семейство Рогульниковые, или Водяные орехи, или Водяноореховые (Trapaceae).
Название «рогульник» связано с особенностями строения плодов, на зрелых костянках которых образуются твёрдые изогнутые выросты, формой напоминающие рога.

## Ботаническое описание
Однолетние водные свободно плавающие или укореняющиеся растения.
Листья двух типов — подводные и поверхностные. Прилистники глубоко надрезанные. Подводные листья почти супротивные, линейные. Плавающие на поверхности листья очерёдные или спиралевидно расположенные, образующие розетку, длинночерешчатые; пластинка их ромбическая, ближе к верхушке неправильно зубчатая. В подводных узлах образуются специализированные листовидные перисторассечённые или нитевидные органы, поднимающиеся до водной поверхности.
Цветки одиночные, образуются в пазухах верхних листьев. Чашечка с 4 чашелистиками, венчик белый, с 4 лепестками. Завязь двугнёздная.
Плод — костянка с двумя или четырьмя острыми рогами, образующимися из чашелистиков.

## Систематика

### Виды
Существует множество взглядов на систематику рода. Некоторые учёные принимают в его составе лишь один полиморфный вид — рогульник плавающий (Trapa natans L.), другие принимают два вида:
- Trapa incisa Siebold & Zucc., 1846 — Рогульник вырезной
- Trapa natans L., 1753 — Рогульник плавающий

Третья группа учёных разделяет его на множество (от 45 и более) мелких видов и подвидов, отличающихся морфологией плодов, среди которых:
- Trapa alatyrica V.N.Vassil., 1973 — Рогульник алатырский
- Trapa astrachanica N.A.Winter, 1931 — Рогульник астраханский
- Trapa conocarpa (Aresch.) Flerow, 1926 — Рогульник конусоплодный
- Trapa flerovii Dobrocz., 1955 — Рогульник Флёрова
- Trapa hankensis Pshenn., 2006 — Рогульник ханкайский
- Trapa incisa Siebold & Zucc., 1846 — Рогульник вырезной
- Trapa japonica Flerow, 1925 — Рогульник японский
- Trapa kozhevnikoviorum Pshenn., 2006 — Рогульник Кожевниковых
- Trapa laevis C.Presl ex Nyman, 1879
- Trapa macrorhiza Dobrocz., 1955 — Рогульник крупнокорневой
- Trapa maeotica Woronow, 1917 — Рогульник азовский
- Trapa manshurica Flerow, 1925 — Рогульник маньчжурский
- Trapa maximowiczii Korsh., 1892 — Рогульник Максимовича
- Trapa muzzanensis Jäggli ex Szafer, Kulcz. & Pawł., 1924
- Trapa natans L., 1753 typus[1] — Рогульник плавающий
- Trapa okensis V.N.Vassil., 1973 — Рогульник окский
- Trapa pseudocolchica V.N.Vassil., 1950 — Рогульник ложноколхидский
- Trapa pseudoincisa Nakai, 1942 — Рогульник ложновыемчатолистный
- Trapa rossica V.N.Vassil., 1949 — Рогульник русский
- Trapa septentrionalis V.N.Vassil., 1949 — Рогульник северный
- Trapa sibirica Flerow, 1925 — Рогульник сибирский